# Яворовський Олександр Петрович
Яворовський Олександр Петрович (нар. 13 жовтня 1951, Ольшаниця, Рокитнянський район, Київська область) — український науковець, гігієніст, організатор та адміністратор вищої медичної освіти; дійсний член Академії медичних наук України; завідувач кафедри гігієни праці і професійних хвороб (наразі «кафедра гігієни та екології № 2») Національного медичного університету імені О. О. Богомольця (з 1993), проректор з науково-педагогічної роботи (2003—2014), доктор медичних наук (1991), професор (1992), лікар-гігієніст вищої категорії. Заслужений діяч науки і техніки України (2001), Лауреат Державної премії України в галузі науки і техніки (1997), лауреат премії НАМН України в галузі профілактичної медицини (2001, 2004). Дійсний член Міжнародної академії наук екологічної безпеки (з 2002).

## Життєпис
Народився 13 жовтня 1951 року в с. Ольшаниця Рокитнянського району Київської області в сім'ї службовців.
- 1969 — закінчив середню школу в м. Богуславі.
- 1975 — закінчив санітарно-гігієнічний факультет Київського медичного інституту. Одержав рекомендацію вченої ради на наукову роботу в аспірантурі при кафедрі гігієни праці й професійних захворювань.
- 1979 — захистив кандидатську дисертацію. Тема — «Сравнительная токсиколого-гигиеническая характеристика и профилактика интоксикаций эпоксидными смолами УП-650 и УП-650Т»
- 1991 — захистив докторську дисертацію. Тема — «Гигиена труда при получении и переработке эпоксидных смол и пластических масс»
- З 1991 до 1993 року — професор кафедри гігієни праці та професійних захворювань
- з 1993 — завідувач цієї кафедри.
- 1992-2003 — декан медико-профілактичного факультету.
- 2003-2014 — проректор з науково-педагогічної роботи.

Є почесним громадянином міста Богуслав.

## Професійна діяльність
Всю свою професійну кар'єру Олександр Яворовський зробив у стінах Київського медичного інституту (пізніше Національного медичного університету). Спочатку проявив як член студентського наукового товариства, також був активним діячем інститутського Бюро комітету комсомолу. Був помічений та підтриманий визначним українським радянським гігієністом, деканом санітарно-гігієнічного факультету, а пізніше ректором академіком Євгеном Гончаруком.
Після закінчення інституту Яворовський вступив до аспірантури на кафедрі гігієни професійних хвороб. З цією кафедрою пов'язана вся його професійна кар'єра. Саме на ній він зростав спочатку як асистент (1978), потім доцент (1987) і нарешті професор (1991).
Є відомим в Україні науковцем у галузі профілактичної медицини, гігієни і токсикології синтетичних полімерів і пластичних мас, інших хімічних сполук i композитних матеріалів, комбінованої та спільної дії фізичних i хімічних факторів довкілля, зокрема іонізуючого випромінювання, пестицидів i солей важких металів. Уперше в Україні провів системні польові гігієнічні та епідеміологічні дослідження, що дали можливість виявити закономірності формування професійного здоров'я у виробництві різних епоксидних матеріалів. Внаслідок аналізу токсиколого-гігієнічних характеристик понад 160-ти нових епоксидних смол, клеїв, фарб, лаків, компаундів виявив параметри їхньої токсичності та небезпеки, з'ясував механізм пошкоджуючої дії епоксидних смол на організм на молекулярному рівні. Дослідив зв'язок токсичної, сенсибілізуючої, мутагенної, ембріогонадотоксичної, канцерогенної дії епоксидних сполук з їхніми фізико-хімічними властивостями, будовою молекули i квантово-хімічними характеристиками. Розробив алгоритм i створив математичні формули для пришвидшеного гігієнічного нормування цих сполук. Виявив основні закономірності формування умов праці, особливості біологічної дії нових синтезованих хімічних сполук різних класів на організм робітників. Дослідив комбіновану і спільну дію іонізуючого випромінювання, солей важких металів і пестицидів; виробничого шуму і вібрації; кількісну характеристику сумаційних, потенціюючих ефектів та оцінку ризику їхнього впливу на організм робітників. Розробив і запровадив у практику державного санітарно-епідеміологічного нагляду численні державні стандарти, санітарні правила, гігієнічні нормативи, токсикологічні паспорти, а також винаходи, як то «Способ определения сенсибилизации к эпихлоргидрину» та «Спосіб прискореного визначення токсичності епоксидних сполук», що дало змогу попередити виникнення та знизити рівень професійної та загальної захворюваності робітників працівників на контактні дерматити, екзему, астматичний бронхіт, бронхіальну астму, токсико-алергічний гепатит тощо, але спонукати хімічну галузь України на створення менш токсичних і більш безпечних матеріалів.
Автор понад 600 наукових праць, 26 винаходів і патентів. Серед наукових праць 9 монографій, 18 підручників і навчальних посібників, 27 словників, довідників, методичних рекомендацій та інформаційних листів. Є автором освітньо-професійних стандартів — освітньо-кваліфікаційних характеристик і освітньо-професійних програм для підготовки спеціалістів за фахом «лікувальна справа», «педіатрія», «медико-профілактична справа». Під його керівництвом виконано 13 кандидатських дисертацій. Є науковим консультантом 6 докторських дисертацій.
Член Вченої медичної ради МОЗ України, консультант Державного фармацевтичного центру МОЗ України, член експертної ради з медицини і фармації Державної акредитаційної комісії України, член комісії з медицини науково-методичної ради МОН України, голова комісії з регламентації шкідливих хімічних речовин у повітрі робочої зони Комітету з питань гігієнічної регламентації.
Голова вченої ради Д 26.003.01 (спеціальності «гігієна та професійна патологія», «соціальна медицина», «мікробіологія»), член багатьох спеціалізованих Вчених рад по захисту докторських і кандидатських дисертацій з гігієни, соціальної медицини, мікробіології і вірусології НМУ імені О. Богомольця та Інституту медицини праці АМН України, член редакційної ради ряду наукових часописів: «Український журнал з проблем медицини праці», «Довкілля і здоров'я», «Науковий вісник Національного медичного університету імені О. О. Богомольця», «Туберкульоз. Легеневі хвороби. ВІЛ-інфекція», «Клиническая инфектология и паразитология», «Східноєвропейський журнал громадського здоров'я».

## Основні наукові праці
- «Профилактика профинтоксикаций при производстве и применении эпоксидных смол» (1985);
- «Загальна гігієна: пропедевтика гігієни» (1997);
- «Современные проблемы экогигиены» (2000);
- «Гігієна праці» (2000);
- «Гигиеническая диагностика радиационного фактора и его коррекция» (2001);
- «Комунальна гігієна» (2004);
- «Гігієна праці: методи досліджень та санітарно-епідеміологічний нагляд» (2005).